# Enschede

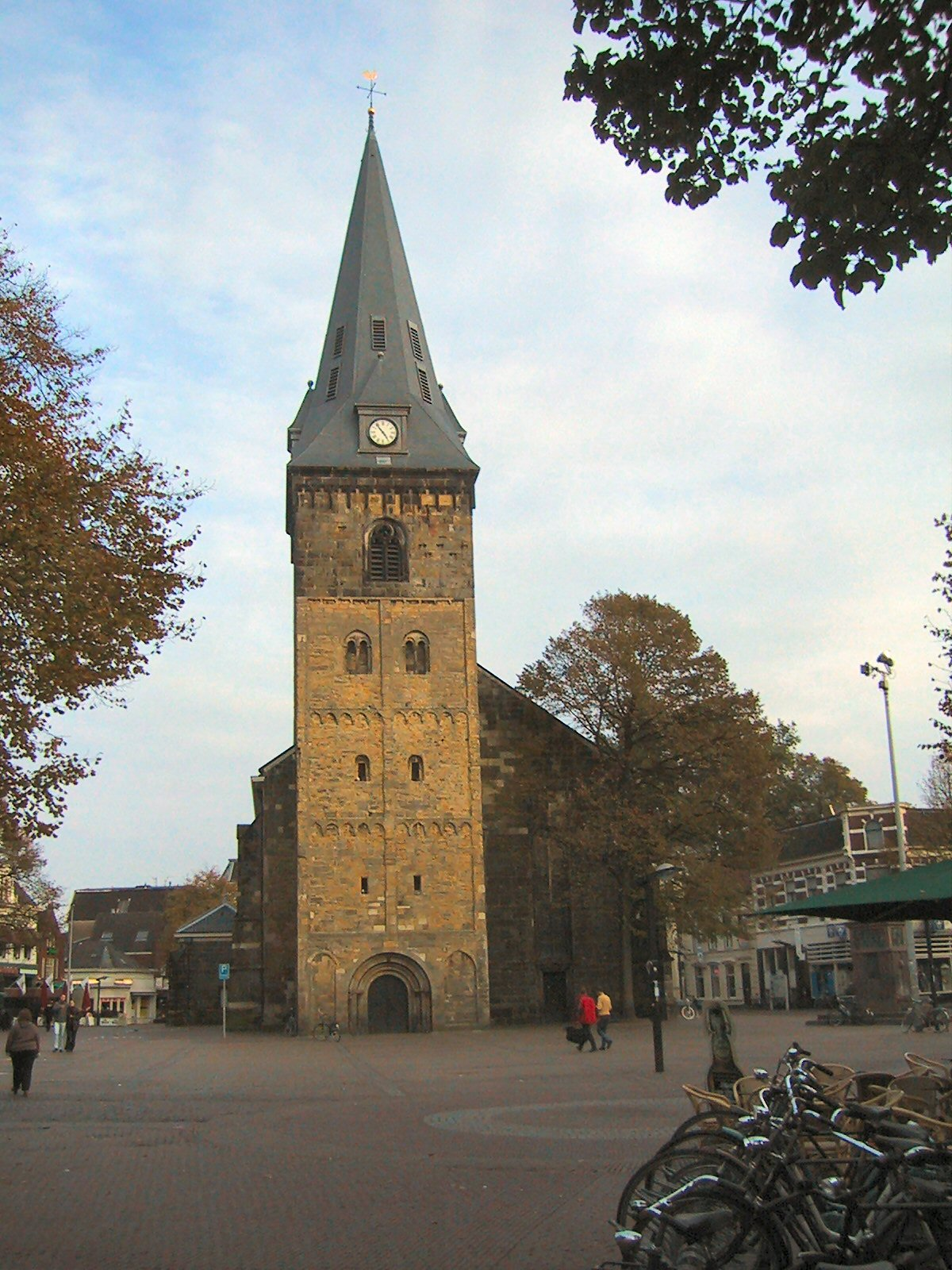
Biserica mare

Enschede este o comună și o localitate în provincia Overijssel, Țările de Jos.

## Localități componente
Boekelo, Enschede, Glanerbrug, Lonneker, Usselo.

## Istorie
Istoria timpurie a Enschede este în mare parte necunoscută, dar a existat o localitate în jurul Pieței vechi în vremurile de la începutul evului mediu.
Numele acestei așezări este menționat ca Anescede sau Enscede însemnând fie "în apropiere de graniță" (cu Bentheim) sau "în apropiere de Es" și se menționează o biserică, o piață și o casă aristocratică fortificată.
Enschede a primit drepturi de oraș în 1325 de la Jan van Diest, episcopul de Utrecht și de aici înainte i-a fost permis a se apăra cu un zid. Pentru ca un zid de piatră a fost prea scump (pietrele ar fi trebuit să fie importate), Enschede avea un sistem de șanțuri, palisade și garduri vii în loc, care este încă reflectată în numele de stradă Noorder-Hagen și Zuiderhagen. Planul orașului din această epocă este încă recognoscibil în așezarea străzilor.

### Incendii
Pentru că orașul medieval a fost în mare parte construit din lemn iar casele de piatră erau excepție, focul a fost un risc constant și o serie de incendii în 1517, 1750 și din nou la 7 mai 1862 le-a consacrat locuitorilor din Enschede porecla Brandstichters (piromanii).

### Industrializare
Ultimul incendiu a coincis cu începutul celei de-a dezvoltării orașului într-un mare centru de producție de textile, de la începutul secolului al 19-lea chiar la scară industrială, în special la fabricarea bombazijn (un amestec de bumbac și in) care s-a dovedit un mare succes la export.
Industrializarea a stimulat o mare creștere a populației, la început destul de haotică. Nume de mahalale (ca de exemplu De Krim și Sebastopol) sunt încă cunoscute, deși acestea au fost dărâmate. În 1907 mentalitatea de "laissez faire" a fost abandonată și Enschede a fost primul oraș din Țările de Jos, care a elaborat un plan de expansiune oficial, care încorporează așezarea din vecinătate, Lonneker.

## Personalități din Enschede
- Jan Cremer (n. 1940) – scriitor și călător
- Bert Doorn (n. 1949) – politician
- Noor Holsboer (n. 1967) – jucător de polo pe iarbă
- Nico Molenkamp (n. 1920) – artist
- Kees van Baaren (n. 1906) – compozitor
- Jasper van 't Hof (n. 1947) – cântăreț de pian
- Sander Westerveld (n. 1974) – portar de fotbal
- Willem Wilmink (1936-2003) – poet și scriitor
- Rudolph De Ram (n. 1955) – artist și fotograf
- Hans van Abeelen (n. 1936) – genetician
- Adrian van den Berg (n. 1954) – chitarist
- Paul Polman (n. 1956) – om de afaceri la Procter & Gamble, Nestlé și Unilever